# Veronica agrestis
Veronica agrestis, también conocida como verónica de campo, pamplina basta o yerba gallinera, es una planta con flor perteneciente a la familia Plantaginaceae.

## Descripción
Se trata de una hierba anual que mide entre 5 y 40 cm.
Posee tallos de procumbentes a ascendentes, a menudo ramificados desde la base, con pelos tectores de 2 tipos, unos cortos –de menos de 0,4 mm–, unicelulares y abundantes; y otros largos –de entre 0,3-0,7 mm–, pluricelulares y más escasos. También posee pelos glandulíferos, de 0,4-0,6 mm, escasos o ausentes. 
Su flor se caracteriza por poseer una corola casi regular (actinomorfa), de color blanco (ocasionalmente con venas purpúreo-azuladas, de 3-6 mm de ancho y fusionada, con 4 lóbulos en forma de rueda y embudo corto. Su cáliz, de entre 4-7 mm posee 4 lóbulos ovales, bastante romos, que no se superponen. Sépalos de 2-3 mm de anchura, linear-lanceolados, que en general sobrepasan la cápsula de entre 4,5-6 mm, divergentes en el extremo, por lo común no solapados en la base y con nervio central más o menos perceptible, con pubescencia dispersa (generalmente hacia el margen) de pelos tectores o glandulíferos. Tiene dos estambres. Gineceo fusionado, con un solo estilo. Flores solitarias en las axilas foliares. El pedúnculo de la flor se curva hacia abajo en la etapa de producción de frutos.
Hojas dispuestas de forma opuesta, de pecíolo corto. Limbo ampliamente oval, más largo que ancho, con base roma, superficialmente aserrado con dientes redondeados (crenado).
Su fruto se caracteriza por su color marrón-amarillento, escasamente recortado, plano, más corto que ancho, con pelos glandulares escasos que pueden encontrarse ocasionalmente en los bordes.
Posee semillas de 0,8-1,5 mm, normalmente con 10-30 por cápsula, cimbiformes, amarillentas o pardo-claras.

## Distribución y hábitat
Es una planta ruderal, ligada a ambientes ligeramente húmedos y frescos, como campos, terrenos baldíos, jardines o macizos con flores. Suele encontrarse entre las altitudes comprendidas entre los 0 y 2000 m. Se encuentra extendida por casi toda Europa, así como algunos puntos del Norte de África y Oeste de Asia. Asimismo, ha sido introducida Norteamérica. Repartida de manera dispersa y puntual por la península ibérica.
Se cree que la especie es autóctona de la zona mediterránea, desde donde se ha extendido al resto de Europa y del mundo.

## Fenología
En la península ibérica, esta especie puede observarse entre los meses de marzo y julio. Por otro lado, su período de floración se encuentra comprendido entre los meses de julio y septiembre.